# Миренков, Игорь Александрович
И́горь Алекса́ндрович Миренко́в (бел. Ігар Аляксандравіч Міранкоў; 28 мая 1969, Светлогорск, Гомельская область, БССР, СССР — 19 июня 1996, Пищаловский замок, Минск, Белоруссия) — советский и белорусский серийный убийца, насильник и педофил. В период с 1990 по 1993 годы изнасиловал и убил 6 мальчиков в возрасте от 9 до 14 лет. Приговорён к смертной казни и расстрелян по приговору суда.

## Биография

### Детство и юность
Игорь Миренков родился 28 мая 1969 года в городе Светлогорске Белорусской ССР, где впоследствии прожил всю жизнь и совершил все свои преступления. После школы Миренков был призван к прохождению срочной службы в составе Северного флота. Имелись сведения о том, что ещё во время военной службы он проявлял гомосексуальные наклонности и домогался до сослуживцев. По другой информации сам подвергался сексуальному насилию со стороны сослуживцев, что возможно и наложило отпечаток на его психику.
Вернувшись в Светлогорск, Миренков устроился на работу, купил мотоцикл «Ява» (впоследствии использованный при совершении четырех из шести убийств), стал жить обычной жизнью. Миренков был абсолютно незаметным человеком. Литошко впоследствии рассказывал так:
…Если бы он был в толпе, я бы его не заметил. Совершенно неприметный человек. Но он мог поддержать беседу. Вёл разговор на разные темы…

### Серия убийств
Первое убийство Миренков совершил 2 июня 1990 года. Его жертвой стал 13-летний Александр Алисейко, который гулял в лесу. Маньяк напал на него, изнасиловал и убил ударами ножа, тело закопав в лесу (его так и не нашли). По словам Миренкова он три раза приходил на место первого убийства и плакал. 16 апреля 1991 года при схожих обстоятельствах им был убит 10-летний Виталий Якимов.
Убийства детей поначалу никто вместе не связал, но Миренков решил временно затаиться. За весь 1992 год он не совершил ни одного убийства, потому что в 1991 году был осуждён на три года исправительных работ за грабёж. Поскольку Миренков был на хорошем счету, ему часто предоставляли трёхдневные отпуска, во время которых он и совершал убийства.
30 марта 1993 года Миренков совершил третье убийство 13-летнего Виктора Новикова. Почти через три месяца 20 июня 1993 года Миренков совершил четвёртое убийство, жертвой стал 9-летний Сергей Касьяненко. В городе началась паника, люди строили версии о том, что детей похищают адепты «Белого братства», цыгане либо преступные группировки. Однако уже 5 июля 1993 года Миренков похитил и убил ещё одного ребенка — 14-летнего Анатолия Радченко, его тело обнаружили в лесу лишь осенью. Родители вышли на улицы Светлогорска, организовали пикетирование районной администрации, создали комитеты самообороны. Тем не менее 9 августа 1993 года Миренков убил 9-летнего Василия Накова, ставшего его последней жертвой.

### Арест, следствие и суд
27 апреля 1994 года Игоря Миренкова арестовали за хищение бензина и мошенничество со страховкой. Он признал свою вину и был заключён под стражу. 14 мая 1994 года его вызвали на допрос по делу об исчезновениях и убийствах детей в связи с тем, что последний убитый проживал с ним в одном дворе. После этого Миренков признался в совершении шести убийств и показал в лесу места, где закопал трупы ещё двух ранее пропавших мальчиков. Белорусские власти решились на беспрецедентные меры — дело было засекречено до 2007 года. Миренкова поместили в одиночную камеру города Речица, а следственные эксперименты проводились в рамках повышенных мер безопасности подследственного во избежание самосуда.
Следствие длилось более года, после чего 1 августа 1995 года дело Миренкова начал рассматривать Гомельский областной суд, который уже 9 августа того же года приговорил Игоря Александровича Миренкова к высшей мере наказания — смертной казни через расстрел. Прошение о помиловании Миренков писать отказался, вместо этого он направил в суд заявление с просьбой о скорейшем исполнении приговора. В 1995 году вышел фильм «След маньяка. Светлогорская трагедия», посвящённое уголовному делу в отношении Миренкова.
19 июня 1996 года смертный приговор в отношении Игоря Миренкова был приведён в исполнение в столичном СИЗО № 1.

## В массовой культуре
- Документальный фильм «След маньяка. Светлогорская трагедия» (1995)[4]